# Heinkel HE 4
Die Heinkel HE 4 ist ein von den Ernst Heinkel Flugzeugwerken in Warnemünde entwickeltes Aufklärungsflugzeug der 1920er Jahre.

## Entwicklung
Die HE 4 wurde als dreisitziger Nachfolger der bei den schwedischen Seestreitkräften eingesetzten Typen S.I und S.II entwickelt. Die Flugerprobung des Prototyps mit der Werknummer 246 fand im Januar 1926 statt. Im gleichen Monat erging über Svenska Aero ein Angebot an die schwedische Marine, das am 3. Februar angenommen wurde. Die HE 4 traf im Juni in Schweden ein. Sie wurde mit der Bordnummer 27 bei den Marinefliegern in Dienst gestellt und als S 4 oder Hansa Typ 47 bezeichnet. Im folgenden Jahr wurde sie an die Luftstreitkräfte abgegeben und dort von Februar 1927 bis zum Oktober 1931 mit der Nummer 247 geflogen. Als sie aus dem Bestand gestrichen wurde, hatte sie mehr als 910 Flugstunden absolviert.
Bei Svenska Aero wurde 1926/1927 eine kleine Serie von sechs Flugzeugen in Lizenz gebaut. Diese S 4 mit den Werknummern 30, 31 und 40 bis 43 waren allerdings nicht für die schwedische Armee bestimmt, sondern wurden an die lettischen Marineflieger verkauft. Die Lieferungen erfolgten paarweise; die erste im November 1926, die folgenden im August und November nächsten Jahres. In Lettland erhielten sie die taktischen Kennzeichen 10, 11, 16 und 18 bis 20. Die letzten Exemplare standen noch 1940 bei der sowjetischen Besetzung Lettlands im Einsatz.

## Aufbau
Die HE 4 ist ein halbfreitragendes Tiefdecker-Schwimmerflugzeug in Gemischtbauweise.
Rumpf
Der Rumpf ist aus vier Längsholmen und Spanten aus Holz gebildet. Er hat einen viereckigen Querschnitt mit gewölbten Rumpfrücken und läuft in einer senkrechten Schneide mit Kielflosse aus. Der Motorträger besteht aus einem Stahlrohrgerüst und ist für eine einfache Demontage des Triebwerks ausgelegt. Nach dem Brandschott schließen sich die drei voneinander getrennten, offenen Besatzungskabinen an, in der Reihenfolge mit Flugzeugführer, Funker und Beobachter besetzt. Die Beplankung besteht aus Sperrholz.
Tragwerk
Die Tragflächen bestehen aus einem stoffbespannten Holzgerüst aus zwei Kastenholmen mit Innenverstrebungen aus Stahlrohren. Sie sind mit Bolzengelenken an der Rumpfunterkante befestigt und mit N-Stielen zum Schwimmwerk hin angestrebt. In ihnen sind beidseitig die Kraftstofftanks untergebracht.
Leitwerk
Das Leitwerk wird aus der auf dem Rumpf aufliegenden und im Flug verstellbaren Höhenflosse mit Ruder und dem überlappenden Seitenruder gebildet. Alle Steuerflächen sind aerodynamisch ausgeglichen, aus Stahlrohr gefertigt und mit Stoff bespannt. Die Höhenflosse ist mit Sperrholz beplankt.
Schwimmwerk
Die HE 4 hat zwei mit Sperrholz beplankte hölzerne Schwimmer. Diese sind im vorderen Bereich mit einer flachen Unterseite versehen, die etwa im zweiten Drittel von einer Stufe mit sich daran anschließenden Kiel abgelöst wird. Das Schwimmwerk ist untereinander sowie mit dem Rumpf durch Stahlrohrstreben verbunden.

## Technische Daten
| Kenngröße                                                         | Daten                                                                                           |
| ----------------------------------------------------------------- | ----------------------------------------------------------------------------------------------- |
| Besatzung                                                         | 3                                                                                               |
| Spannweite                                                        | 18,0 m                                                                                          |
| Länge                                                             | 12,5 m                                                                                          |
| Höhe                                                              | 3,85 m                                                                                          |
| Flügelfläche                                                      | 52,5 m²                                                                                         |
| Flügelstreckung                                                   | 6,2                                                                                             |
| Flächenbelastung                                                  | 47,6 kg/m²                                                                                      |
| Leermasse                                                         | 1750 kg                                                                                         |
| Zuladung                                                          | 750 kg                                                                                          |
| Startmasse                                                        | 2500 kg                                                                                         |
| Antrieb                                                           | ein flüssigkeitsgekühlter Zwölfzylinder-Viertakt-V-Motor mit starrer Zweiblatt-Holzluftschraube |
| Typ                                                               | Rolls-Royce Eagle IX                                                                            |
| Startleistung Kampf- und Steigleistung Nennleistung Dauerleistung | 340 PS (250 kW) 340 PS (250 kW) am Boden 300 PS (221 kW) am Boden 280 PS (206 kW) am Boden      |
| Höchstgeschwindigkeit                                             | 180 km/h in Bodennähe                                                                           |
| Landegeschwindigkeit                                              | 87 km/h                                                                                         |
| Steiggeschwindigkeit                                              | 3,7 m/s                                                                                         |
| Steigzeit                                                         | 4,30 min auf 1000 m                                                                             |
| Reichweite                                                        | 660 km                                                                                          |
| Dienstgipfelhöhe                                                  | 3800 m                                                                                          |